# Jean-Luc Coatalem
Jean-Luc Coatalem, né à Paris en 1959, est journaliste et écrivain français.

## Biographie
Jean-Luc Coatalem est d'origine bretonne (Finistère). Dans le sillage d’une famille d’officiers, Jean-Luc Coatalem passe son enfance en Polynésie à Tahiti et son adolescence à Madagascar. Les déménagements répétés lui donnent le goût de l’ailleurs et le rendront boulimique de voyages.
Revenu à Paris, il travaille dans l’édition puis collabore à Grands Reportages, Figaro Magazine, Vogue et Géo, où il est nommé rédacteur en chef adjoint. Il parcourt près de 80 pays, « à pied, à cheval, en ULM et en brise-glaces ».
À la trentaine, cet écrivain voyageur, romancier, nouvelliste et essayiste pour qui « tous les voyages finissent en livres et tout part d'une lecture », publie ses récits bourlingueurs (Mission au Paraguay, Suite indochinoise...) et des romans drolatiques comme Capitaine ou Le Fils du fakir (dont l’histoire est inspirée de la vie du fakir Ben-Ghou-Bey),.
En 1992, il est avec Nicolas Bouvier et Gilles Lapouge l'un des neuf signataires du Manifeste pour une littérature voyageuse, sous l'égide de Michel Le Bris.
En 2001, son Je suis dans les mers du Sud, essai sur Paul Gauguin, est distingué par quatre prix. Il confirme sa notoriété par une ode à la géographie et à l’errance, La consolation des voyages.
Il aborde ensuite l'écriture intimiste. Il faut se quitter déjà, paru en 2008, une errance mélancolique et amoureuse, entre Buenos Aires et Montevideo. Le Dernier roi d'Angkor, inspiré de la difficile adoption d'un orphelin cambogdien, évoque la déchirure d'avec un passé aboli.
Après Le Gouverneur d’Antipodia, huis-clos austral, il publie Nouilles froides à Pyongyang, récit de voyage sous la dictature de Kim Jong-Il.
Il est suivi de Fortune de mer, polar poétique qui se déroule à Ouessant, chez Stock, en 2015.
Avec Mes pas vont ailleurs (Stock, 2017), consacré à Victor Segalen, il a obtenu le Prix de la Langue française et le Prix Femina essai. Ce livre est traduit en chinois.
La part du fils est publié par Stock en 2019. Cet ouvrage a été sur les listes de l'Académie française, finaliste au Renaudot et au Goncourt.
En 2002 et 2004, Jean-Luc Coatalem collabore avec Jacques de Loustal, pour deux albums de bande dessinée qu’il a scénarisés : Jolie mer de Chine et Rien de neuf à Fort-Bongo (Casterman, 2002 et 2004) en y incluant des références à Tintin d'Hergé qu'il apprécie particulièrement.
Il a reçu le Grand prix Jean-Giono et a été le Choix Goncourt de la Géorgie.
Passionné d'art, il a participé à plusieurs ouvrages ou à des catalogues autour du sculpteur Denis Monfleur (La Table ronde), du peintre François Dilasser (éditions La Navire), de Miles Hyman (Locus Solus) et très prochainement de François Avril (Locus Solus).
Il a été élu « Écrivain de Marine », en 2021.

## Œuvres
- Zone tropicale, Le Dilettante, janvier 1988
- Capitaine, Flammarion, 1991
- Triste Sire, Le Dilettante, 1992
- Suite indochinoise[13], Le Dilettante, 1993 ; La Petite Vermillon, 2008
- Villa Zaouche, Grasset, 1994
- Tout est factice, Grasset, 1995
- Mission au Paraguay[14], Grasset, Payot-Voyageurs, 1998 ; La Petite Vermillon, 2009
- Le Fils du fakir[15], Grasset, 1998, Le Livre de poche, 2001
- Je suis dans les mers du Sud[16], Grasset, 2001, Le Livre de poche, 2003
- La Consolation des voyages, Grasset, 2004, Le Livre de poche, 2006
- La Presqu'île de Crozon vue par les peintres de la Marine, préface, Les Équateurs, 2006
- Il faut se quitter déjà, Grasset, 2008, Le Livre de poche, 2009
- Le Dernier Roi d'Angkor, Grasset, 2010, Le Livre de Poche, 2012
- Le Gouverneur d'Antipodia[8], Le Dilettante, 2012 ; J'ai Lu, 2013 : Le Livre de Poche, 2021
- Nouilles froides à Pyongyang[9], Grasset, 2013 ; Le Livre de Poche, 2014
- Fortune de mer[10], Stock, 2015 ; Le Livre de Poche, 2017
- Mes pas vont ailleurs, Stock, 2017 ; Le Livre de Poche, 2019
- Sur les traces de Paul Gauguin, Grasset, 2017 (reprise de Je suis dans les mers du Sud)
- La Part du fils, Stock, 2019 ; Le Livre de Poche, 2021
- Le Grand Jabadao, Le Dilettante, 2022[17]
- Une chambre à l'Hôtel Mékong, Stock, 2023

### Textes et scénarios de bande dessinée
En collaboration avec le dessinateur Loustal.
- 50.000 dinars, Reporter, 1995  (ISBN 2-908710-05-6).
- Jolie Mer de Chine, Casterman, 2002  (ISBN 2-203-35605-7)[18].
- Rien de neuf à Fort-Bongo, Casterman, 2004  (ISBN 2-203-36603-6)[19].
- Peintures, Buchest-Chastel, 2022

## Distinctions
- 1998 : Bourse Cino del Duca
- 2001 : 
  - Prix Amerigo-Vespucci décerné lors du Festival international de géographie de Saint-Dié-des-Vosges pour Je suis dans les mers du Sud,
  - Prix Tristan-Corbière
- 2002 : 
  - Prix des Deux Magots,
  - Prix Breizh (Prix Bretagne)
- 2012 :
  - Grand Prix de la Ville d’Asnières/Louis Vuitton
  - Prix Roger-Nimier
  - Prix des lecteurs du Maine libre
- 2017 : 
  - Prix Femina essai
  - Prix de la langue française (ensemble de l'œuvre)
- 2019 : 
  - Grand prix Jean-Giono pour La part du fils
- 2020 :
  - Choix Prix Goncourt de la Géorgie